# Бонифаций III (маркграф Тосканы)
Бонифаций III Каносский (Бонифаций IV; итал. Bonifacio III di Canossa; ок. 985 — 6 мая 1052) — граф Каноссы с 1012 года, маркграф Тосканы, граф Мантуи и Феррары и герцог Лукки с 1027 года; самый могущественный правитель в Итальянском королевстве, владевший почти всей Северной Италией; сын маркграфа Тедальда Каносского и Виллы, дочери герцога Сполето Гумберта.

## Биография

### Происхождение
Бонифаций происходил из знатного и богатого лангобардского рода, получившего название Каносского по замку, построенному его родоначальником Зигфридом около 940 года.
Традиционно датой рождения Бонифация указывается 985 год, без каких-либо документальных подтверждений. В таком случае получается, что его дочь Матильда родилась, когда отцу был 61 год, что не совсем логично для того времени.
Однако если дату рождения Бонифация передвинуть на 10 лет, то всё становится на свои места: возраст к моменту первой женитьбы и дню смерти, год рождения детей.

### Правление
В 1012 году умер Тедальд, отец Бонифация. Он завещал сыну все свои обширные владения, включавшие Феррару, Модену, Мантую, Брешиа, Парму, Пизу, Флоренцию, Лукку, Пистойю, Верону и Реджо-нель-Эмилию.
Бонифаций сделал своей главной резиденцией Мантую. В 1014 году он поддержал императора в борьбе с Ардуином Иврейским. В 1016 году он вновь выступил как верный вассал императора, на этот раз в войне против маркграфа Турина, Ульрика Манфреда II.
В 1020 году младший брат Бонифация Конрад возглавил восстание против него, заручившись поддержкой некоторых его вассалов и обещая жениться на дочери одного из них. В начале лета 1021 года между братьями состоялось сражение в Ковиоло, близ Реджо-нель-Эмилии, в котором Конрад был разбит и получил ранения, от которых через месяц скончался.
В 1027 году Бонифаций поддержал претензии короля Германии Конрада II на императорскую корону. Также на титул императора претендовали герцог Аквитании Гильом V, король Франции Роберт II и его сын Гуго Магнус. Когда Конрад II подчинил себе Италию, маркграф Тосканы Раньери поднял восстание в Лукке. Вскоре непокорный маркграф был смещён императором, а его титулы и земли были переданы Бонифацию Каносскому.
После смерти первой жены Рихильды, дочери графа Гизельберта II ди Бергамо, брак с которой был бездетным, Бонифаций в 1037 году женился на Беатрисе, дочери Фридриха II, герцога Верхней Лотарингии и пышно отпраздновал свадьбу. У них родилось трое детей: Фридрих, Беатриса, а в 1046 году Матильда.
В 1037 году Бонифаций помог императору Конраду подавить восстание в Павии. В 1043 году за оказанные услуги он получил герцогство Сполето и Камерино, а также владения в Парме и Пьяченце. Бонифаций также поддерживал Генриха III в его борьбе с папством, а в 1046 году присутствовал на его коронации в качестве императора в Риме.
Тем не менее, отношения между маркграфом и императором оставались напряжёнными, так как Генрих опасался возросшего могущества Бонифация, последний же стремился обладать неограниченной властью в Риме. На обратном пути в Германию император даже сделал неудачную попытку захватить Бонифация в плен, но тому удалось бежать. Несмотря на это, Бонифаций оказывал должные почести императору в Риме, а Генрих назначил его наместником в нем. До коронации Генриха эту власть обычно исполняли герцоги Сполето.
После смерти папы римского Климента II в октябре 1047 года бывший понтифик Бенедикт IX решил вернуть себе папский престол, ранее проданный им епископу Джованни Грациано. Пытаясь подорвать влияние императора в Риме, Бонифаций тайно способствовал возвращению Бенедикта, тогда как сторонники императора направили послов к Генриху III, которые предлагали кандидатуру архиепископа Лиона Галинарда. Однако по личному указу Генриха новым папой должен был стать епископ Бриксена Поппон. Генрих отправил Поппона в Рим и отдал приказ Бонифацию, чтобы тот проводил его в Рим как наместник императора. Но Бонифаций ответил отказом, и назначенный папа был вынужден вернуться к Генриху III, под давлением которого Бонифаций согласился принять ставленника Генриха. 17 июля 1048 года Поппон вступил на Святой Престол под именем Дамасия II, а Бенедикт IX был изгнан и закончил свою жизнь в монастыре.
Во время охоты в Мантуе 6 мая 1052 года, Бонифаций попал в засаду и погиб от руки убийцы, но обстоятельства его гибели остаются спорными. Два года спустя вдова Бонифация, Беатрис, вышла замуж за герцога Нижней Лотарингии Готфрида II Бородатого, который, являясь врагом Генриха III, бежал в Италию, где, вопреки требованиям императора, подчинил себе земли Бонифация. Готфрид правил совместно с Беатрис в качестве регента от имени её несовершеннолетних детей. После смерти Бонифация вначале ему наследовал сын Фридрих, а после его смерти — дочь Матильда.

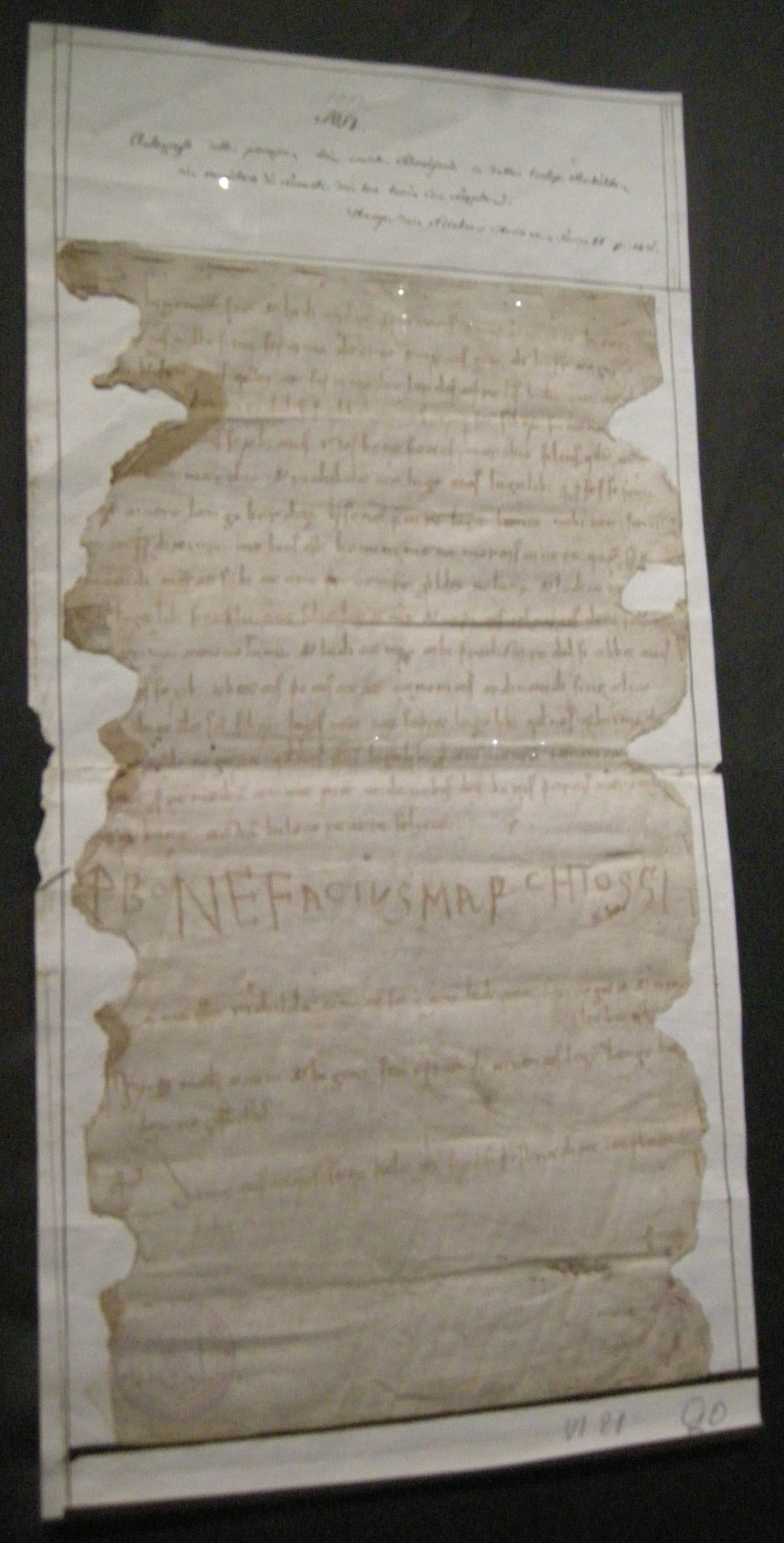
Завещание Бонифация III и его жены о передаче имущества аббатству в Нонантоле, 1017 год. Епархиальный музей Нонантолы.

### Семья
1-я жена: с приблизительно 1010 года — Рихильда (умерла в 1036), дочь графа Бергамо Гизельберто II и Анзельды Туринской. Дети:
- дочь (родилась и умерла в 1014).

2-я жена: с 1037 года — Беатрис де Бар (около 1019—21 января 1093), дочь герцога Верхней Лотарингии Фридриха II и Матильды Швабской. Дети:
- Фридрих (умер в 1053), маркграф Тосканы с 1052 года;
- Беатриса (умерла ранее 17 декабря 1053)
- Матильда Великая Графиня (1046 — 24 июля 1115), маркграфиня Тосканы с 1053 года.